# ペルセウス座パイ星
ペルセウス座π星（ペルセウスざパイせい、π Persei, π Per）は、ペルセウス座の恒星で5等星。
β星・ρ星・ω星とともに、メドゥーサの首を形作っており、この星は Gorgonea secunda（第二ゴルゴン星）と呼ばれていた。